# Sin With Sebastian
Sin With Sebastian is het pseudoniem van de Duitse eurodance-artiest Sebastian Roth.
In het begin was Sebastian actief bezig in de showbusiness en was onderdeel van een duo bij een tweetal projecten: Two And A Dog en Just Married. Deze projecten waren niet zo succesvol omdat de andere helften van het duo niet zo gemotiveerd waren om aan de projecten mee te werken. Hierna besloot hij een solocarrière te beginnen.
Hierna studeerde hij nog af voor Media Design, want hij wilde graag iets doen met videos bewerken.
Sebastian vertrok naar Londen om daar te gaan werken in een klein theater in de wijk West End. Daar maakte hij in een professionele studio van een vriend muziek wanneer de tijd het hem toeliet en hij nam daar verschillende nummers op.
Het lied "Shut Up (And Sleep With Me)" deed er bijna drie jaar over om wereldwijd de hitlijsten te bereiken. Het album Golden Boy is gemixt en opgenomen in de Boogie Park Studios in Duitsland. Zijn grootste hit werd "Shut Up (And Sleep With Me)". Deze single behaalde in de Nederlandse Top 40 de vierde positie en verbleef 10 weken in de lijst.

## Discografie

### Albums
| Album met eventuele hitnotering(en) in de Nederlandse Album Top 100 | Datum van verschijnen | Datum van binnenkomst | Hoogste positie | Aantal weken | Opmerkingen |
| ------------------------------------------------------------------- | --------------------- | --------------------- | --------------- | ------------ | ----------- |
| Golden boy                                                          | 1995                  | -                     | -               | -            |             |
| Punk pop!                                                           | 06-06-2008            | -                     | -               | -            |             |
| Punk POP! 2 EP                                                      | 2010                  | -                     | -               | -            |             |

### Singles
| Single met eventuele hitnotering(en) in de Nederlandse Top 40 | Datum van verschijnen | Datum van binnenkomst | Hoogste positie | Aantal weken | Opmerkingen                         |
| ------------------------------------------------------------- | --------------------- | --------------------- | --------------- | ------------ | ----------------------------------- |
| Shut Up (and Sleep with Me)                                   | 1995                  | 29-07-1995            | 4               | 10           | Met Belle / Dancesmash op Radio 538 |

| Single met hitnotering(en) in de Vlaamse Ultratop 50 | Datum van verschijnen | Datum van binnenkomst | Hoogste positie | Aantal weken | Opmerkingen |
| ---------------------------------------------------- | --------------------- | --------------------- | --------------- | ------------ | ----------- |
| Shut Up (and Sleep with Me)                          | 1995                  | 09-09-1995            | 2               | 16           |             |
| Golden Boy                                           | 16-10-1995            | 09-12-1995            | 45              | 1            |             |